# The trap door (série télévisée d'animation, 1985)
 (mai 2023).
La mise en forme du texte ne suit pas les recommandations de Wikipédia : il faut le « wikifier ».
Les points d'amélioration suivants sont les cas les plus fréquents. Le détail des points à revoir est peut-être précisé sur la page de discussion.
- Les titres sont pré-formatés par le logiciel. Ils ne sont ni en capitales, ni en gras.
- Le texte ne doit pas être écrit en capitales (les noms de famille non plus), ni en gras, ni en italique, ni en « petit »…
- Le gras n'est utilisé que pour surligner le titre de l'article dans l'introduction, une seule fois.
- L'italique est rarement utilisé : mots en langue étrangère, titres d'œuvres, noms de bateaux, etc.
- Les citations ne sont pas en italique mais en corps de texte normal. Elles sont entourées par des guillemets français : « et ».
- Les listes à puces sont à éviter, des paragraphes rédigés étant largement préférés. Les tableaux sont à réserver à la présentation de données structurées (résultats, etc.).
- Les appels de note de bas de page (petits chiffres en exposant, introduits par l'outil «  Source ») sont à placer entre la fin de phrase et le point final[comme ça].
- Les liens internes (vers d'autres articles de Wikipédia) sont à choisir avec parcimonie. Créez des liens vers des articles approfondissant le sujet. Les termes génériques sans rapport avec le sujet sont à éviter, ainsi que les répétitions de liens vers un même terme.
- Les liens externes sont à placer uniquement dans une section « Liens externes », à la fin de l'article. Ces liens sont à choisir avec parcimonie suivant les règles définies. Si un lien sert de source à l'article, son insertion dans le texte est à faire par les notes de bas de page.
- La présentation des références doit suivre les conventions bibliographiques. Il est recommandé d'utiliser les modèles {{Ouvrage}}, {{Chapitre}}, {{Article}}, {{Lien web}} et/ou {{Bibliographie}}. Le mode d'édition visuel peut mettre en forme automatiquement les références.
- Insérer une infobox (cadre d'informations à droite) n'est pas obligatoire pour parachever la mise en page.

Pour une aide détaillée, merci de consulter Aide:Wikification.
Si vous pensez que ces points ont été résolus, vous pouvez retirer ce bandeau et améliorer la mise en forme d'un autre article.
Trip Trap (The Trap Door en anglais) est une série télévisée d'animation britannique en 40 épisodes de 5 minutes, créée et réalisée par Terry Brain et Charlie Mills et produite par CMTB Animation et Queensgate Productions.
Elle est diffusée la toute première fois le 6 octobre 1986 sur la chaîne britannique ITV1,, et, en France, à partir de 1988 sur Canal+.
L'intrigue tourne autour de la vie quotidienne et des mésaventures d'un groupe de monstres vivant dans un château. Il s'agit notamment d'une créature bleue appelée Berk, d'une créature ressemblant à une araignée appelée Drutt et de Boni, un crâne d'origine inconnue. Bien que l'accent ait été mis sur l'humour et que l'émission ait été commercialisée comme un programme pour enfants, elle s'est beaucoup inspirée de l'horreur et du fantastique noir.
La série est devenue un programme culte et reste l'un des divertissements familiaux les plus reconnus des années 1980,.

## Production
La série est créée par les animateurs britanniques Terry Brain et Charlie Mills. Elle est produite par leurs propres sociétés, CMTB Animation et Queensgate Productions Ltd. Brain et Mills sont également à l'origine d'une autre émission d'animation, Stoppit and Tidyup, quelques années plus tard, à la fin des années 1980, et de Bump the Elephant dans les années 1990. Un film en stop motion, intitulé The Pudding, était en préparation mais n'a jamais vu le jour.
Ensemble, ils étaient connus sous le nom de Brainbox Mills. Plus tard, Terry Brain est devenu animateur chez Aardman Animations et a travaillé sur les six films Wallace et Gromit, ainsi que sur Chicken Run et les émissions télévisées animées Gogs et Creature Comforts.
En 1986, 25 épisodes de Trip Trap sont réalisés, chacun d'entre eux durant environ quatre minutes. Des années plus tard, en 1990, après le succès de la série, une autre saison a été produite et diffusée avec 15 autres épisodes d'une durée similaire. Au total, 40 épisodes ont été produits.
Les voix de Berk, Boni et de la plupart des personnages ont été assurées par Willie Rushton, un caricaturiste, satiriste, humoriste, acteur et interprète anglais qui a cofondé le magazine satirique Private Eye. Nick Shipley a fait la voix de Drutt et d'autres personnages.
Le générique reconnaissable de la série est écrit par l'auteur-compositeur écossais Bob Heatlie, qui a également écrit le tube Merry Christmas Everyone de Shakin' Stevens, ainsi que l'un des tubes populaires des années 1980, Japanese Boy, chanté par Aneka. Les voix ont été interprétées par Zygott. Un 45 tours de la chanson du générique (entendue dans l'épisode Don't Open That Trap Door) a été publié, avec une face B comportant une chanson instrumentale intitulée "Ghost Chase", interprétée par The Ghost Chasers.

## Début
La scène d'introduction de Trip Trap est une parodie de nombreuses interventions de Vincent Price dans les films d'horreur : « Quelque part dans les régions sombres et malfamées, là où personne ne va, se dresse un ancien château. Au plus profond de cet endroit humide et peu engageant, vit Berk ("Allo !"), serviteur surmené de "la chose d'en haut" ("Berk ! Feed Me !"). Mais ce n'est rien comparé aux horreurs qui se cachent sous la trappe, car il y a toujours quelque chose là-dessous, dans l'obscurité, qui attend de sortir..... »

Les lignes suivantes de la chanson thème commencent alors : 
N'ouvre pas cette trappe, tu es un imbécile si tu oses ! Ne t'approche pas de cette trappe, car il y a quelque chose là-dessous...

## Fin
Des choses effrayantes, rampantes et gluantes, qui vous collent à la peau... Des bêtes horribles avec des tentacules, qui veulent vous attirer... Des vers, des limaces et des escargots, qui gisent dans la vase... Ils attendront là pour toujours, jusqu'à ce qu'ils mettent la main sur toi... Ne t'approche pas de cette trappe, car il y a quelque chose là-dessous...

## Synopsis
Le monde de The Trap Door est uniquement habité par des monstres, et presque toutes les actions se déroulent dans le château des monstres, et notamment le garde-manger ou la cave où vit Berk, le personnage central. Sous le château se trouvent une série de cavernes sombres et mystérieuses habitées par toutes sortes de "choses horribles", accessibles par la trappe éponyme.
Le maître du château, "The Thing Upstairs", réside dans le grenier du château et reste un personnage invisible tout au long du spectacle, criant des ordres à Berk lorsqu'il a faim ou qu'il est agacé. Berk a deux compagnons, Boni et Drutt. Dans la plupart des épisodes, Berk laisse accidentellement la trappe ouverte, admettant un monstre plus gênant que lui-même; mais des monstres l'ouvrent d'en bas. Bien que pour la plupart hostiles ou espiègles, les monstres qui émergent de la trappe comprennent l'aimable et périodique Rogg, et parfois d'autres aussi inoffensifs que lui.

## Personnages réguliers
- Berk : (interprété par Willie Rushton ) est une créature bleue oviforme qui parle avec un accent du West Country . Il est le protagoniste du spectacle et l'intendant ou le gardien du château du monstre. En tant que tel, Berk s'acquitte souvent de ses fonctions avec une joie simple d'esprit et aime cuisiner avec des ingrédients tels que la boue, les globes oculaires, les serpents et les vers. Berk est souvent averti de ne pas ouvrir la trappe par ses amis, ou interdit par son maître, mais le fait souvent néanmoins. Ses exclamations habituelles incluent "Oh, Globbits!" et "Sniff ça!"

- Cranos : (Boni en anglais) (interprété par Willie Rushton) est un crâne humain désincarné et l'ami le plus proche de Berk. S'exprimant avec un accent bourgeois, c'est une sorte d'intellectuel, mais il a tendance à se plaindre ou à ennuyer les autres. Boni n'aime pas être déplacé de son endroit préféré - une alcôve dans le mur près de la trappe - et il est souvent montré qu'il n'a pas averti Berk des différents monstres qui en proviennent. Bien que sérieux la plupart du temps, il est porté à des excitations enfantines à égalité avec celles de Berk.

- Drutt : (interprété par Nick Shipley) est l'animal de compagnie de Berk, ressemblant à une araignée surdimensionnée, qui cause souvent des problèmes lorsqu'il poursuit des vers et d'autres envahisseurs, comme en passant la trappe à sa recherche. Bien que souvent qualifié de mâle, Drutt produit une portée de bébés araignées lors de la deuxième saison de l'émission. La voix de Drutt est celle de Nick Shipley, alors propriétaire de KPTV, qui a fourni les services de montage pour la première série de Trap Door . Drutt est non verbal mais fait divers bruits.

- La chose à l'étage : The Thing Upstairs en anglais (interprété par Willie Rushton ) est le maître impatient, acariâtre, exigeant et terrifiant du château, qui quitte rarement sa chambre penthouse et, par conséquent, n'est jamais vu. Dans la plupart des épisodes, il ordonne à Berk (avec un accent Cockney ) de réparer les choses dans le château, de lui préparer des repas, ou parfois de le baigner ou de le nettoyer. Son apparence n'est jamais révélée, mais des indices grotesques sont lâchés :

- Dans le 14e épisode de la première série du programme, "The Little Thing", un éclair illumine une masse de tentacules spongieux. Dans le même épisode, Berk fait un commentaire sur ses trois yeux.
- Dans un épisode ultérieur ("Pas très gentil"), Berk perd l'un des yeux de la Chose, lui-même presque aussi gros que Berk, par la trappe, après quoi il prétend avoir "vu" les événements de l'incident à travers l'œil détaché.
- Dans le 13e épisode " The Pain ", Berk demande quelle tête contient un mal de dents, ce qui implique plusieurs têtes, et la dent extraite elle-même est un croc de près des deux tiers de la taille de Berk.
- Dans l'épisode " The Stupid Thing ", il est mentionné que la Chose a trois bosses sur le dos, et plus tard, qu'il possède des ailes, qui ne sont jamais montrées mais peuvent être entendues battre.

## Autres personnages
- Les monstres sous la trappe : Pour une majorité de la série, l'intrigue de chaque épisode tournera autour d'un nouveau monstre qui émerge de la trappe. Ces monstres sont souvent hostiles à Berk et à ses amis, bien que d'autres semblent relativement inoffensifs et agissent simplement comme une irritation mineure.

- La grande chose rouge : The Big Red Thing (interprété par Nick Shipley ) est un monstre récurrent qui est initialement apparu dans le premier épisode "Breakfast Time", dans lequel il émerge de la trappe et poursuit Berk à travers le château, mais s'enfuit finalement par la trappe en voyant son propre réflexion. The Big Red Thing fait une apparition ultérieure dans les épisodes "Don't Open That Trap Door", avec le dernier épisode de la première saison "Bye Bye Berk".

Sa dernière apparition était le dernier épisode de la série "The Big Red Thing", dans lequel il attaque Rogg avant de sortir du château. Berk et ses collègues regardent Rogg et The Big Red Thing se battre à l'horizon, où Rogg meurt apparemment et The Big Red Thing disparaît. Le monstre réapparaît bientôt et rugit sur le groupe et l'épisode se termine à partir d'ici.
- Rogg : (interprété par Willie Rushton) est une grande créature ressemblant à un gorille qui apparaît initialement dans le quatrième épisode de la première série "Lurkings". Bien que quelque peu inintelligent, il est assez amical envers Berk et les autres résidents du château. Dans l'épisode " Junk Food ", Berk ne l'aime pas au départ après que Rogg lui ait involontairement causé des ennuis avec The Thing Upstairs, ce dernier confondant Rogg avec un dîner mal préparé. Lorsqu'il affronte Red Thing lors du dernier épisode de la deuxième saison " The Big Red Thing ", Rogg est déclaré mort au générique, avant de se révéler vivant par la suite.

- Bubon : Bubo (interprété par Nick Shipley) est un monstre récurrent qui apparaît pour la première fois dans l'épisode " Gourmet's Delight ". Dans l'épisode, il est d'abord invisible jusqu'à ce qu'il soit recouvert d'une substance jaune. En l'attrapant, Berk gonfle son corps à travers un petit trou au sommet de sa tête, avant de le relâcher pour redescendre par la trappe. Dans l'épisode " Fester Rancid ", Bubo kidnappe Boni et commence à le frapper à plusieurs reprises avec un bâton au bord d'un lac, avant qu'il ne soit jeté à l'eau par Berk. Bubo apparaît pour la dernière fois dans l'épisode " Scunge ", où il revient pour irriter Berk mais est finalement renvoyé par la trappe par Rogg.

- Le Splund : Le Splund (interprété par Willie Rushton) est un grand monstre rond capable de se téléporter . C'était l'une des rares créatures de Trap Door capables de parler, d'un ton profond et démoniaque. Il est apparu dans l'épisode "Don't open that Trap Door", chantant souvent les paroles de la chanson thème. Dans l'épisode " The Splund ", il est sorti de la trappe et a commencé à terroriser Boni et Drutt en se téléportant et en menaçant de les manger. Berk le toucha avec la pointe d'une aiguille à coudre, le faisant éclater comme un ballon et révélant que malgré sa manière intimidante, il n'était rempli que d'air. Sa voix a été éditée avec un harmoniseur, d'abord approfondie lorsqu'elle parlait, mais augmentant sporadiquement lorsqu'elle se mettait à rire.

## Historique de diffusion
Au Royaume-Uni, The Trap Door a été diffusé à l'origine au milieu des années 1980 sur ITV dans la programmation pour enfants de l'après-midi, puis a été répété sur Motormouth le samedi matin. De nouveaux épisodes ont été présentés dans Ghost Train, également le samedi matin. L'émission a été diffusée à nouveau de 1996 à 2004 lorsqu'elle a été diffusée par Channel 4 tôt le matin en semaine. Il a été répété en 2004 sur Nick Jr Classics, 2005 sur Trouble et 2009 sur POP, et il a également été répété sur Channel 5 . Les deux saisons sont actuellement disponibles sur iTunes et Amazon Prime Video .

## Produits dérivés
Jeux : La série télévisée a engendré un jeu vidéo au milieu des années 80 appelé The Trap Door et une suite intitulée Through The Trap Door . Ces jeux étaient disponibles pour le ZX Spectrum, l' Amstrad CPC et le Commodore 64 .
Un jeu de société a également été publié intitulé Berk's Trapdoor Game qui impliquait de faire le tour du plateau tout en essayant de renverser ses adversaires en lançant l'un des quatre dés, chacun caché sous sa propre trappe, dans le mécanisme de catapultage central du plateau de jeu.

Sorties VHS et DVD au Royaume-Uni : Les 40 épisodes ont été diffusés sur 4 bandes vidéo VHS au Royaume-Uni par Channel 5 Video dans les années 1980.
| Nom VHS                                           | Numéro de catalogue | Date de sortie  | Épisodes |
| ------------------------------------------------- | ------------------- | --------------- | --- |
| LA PORTE TRAP : Aventures rampantes effrayantes   | CFV 05752           | 3 novembre 1986 | - Breakfast Time - Slither, Wriggle and Writhe - Food for Thort - Lurkings - Gourmet's Delight - Creepy Crawly - The Big Thing - Ghoulies - The Dose - The Thingy - Don't Let the Bed Bugs Bite - Fester Rancid  |
| LA TRAP DOOR : Méfiez-vous des trucs désagréables | CFV 05762           | 3 novembre 1986 | - The Pain - The Little Thing - Don't Open that Trap Door - Junk Food - Yechh! - Flyin' Wotsit Fingy - Strange Goings On - Midnight Snack - Nasty Stuff - Sniff That - Vile Pile - Slightly Weird - Bye Bye Berk |
| LA TRAPPE : Scunge                                | CFV 04672           | 1989            | - Scunge - Oh Globbits - Moany Boni - The Horrible Thing - Not Very Nice - Bugs - Yum Yum - Birthday Surprise |
| LA TRAPPE : La chose stupide                      | CFV 04692           | 1989            | - The Stupid Thing - Boo! - The Lump - The Splund - Nasty Beasty - What a Weirdo - The Big Red Thing |

Dans les années 1990, 36 épisodes ont été réédités sur 3 vidéos par Castle Vision (une distribution de Castle Communications plc). Les quatre épisodes manquants de chacune de ces vidéos étaient "Bye Bye Berk" . "What a Weirdo", "Nasty Beasty" et "The Big Red Thing" .
Dans les années 1990, 36 épisodes ont été réédités sur 3 vidéos par Castle Vision (une distribution de Castle Communications plc). Les quatre épisodes manquants de chacune de ces vidéos étaient "Bye Bye Berk" . "What a Weirdo", "Nasty Beasty" et "The Big Red Thing" .
| Nom VHS                                                | Numéro de catalogue | Épisodes |
| ------------------------------------------------------ | ------------------- | --- |
| LA PORTE TRAP : Creepy Crawly Adventures               | CVS 4076            | REMARQUE : Il a été réédité sous le nom de "Breakfast Time and 11 Other Adventures" le 13 mars 2000 (CHV 2164).                            |
| LA TRAP DOOR : The Stupid Thing et 11 autres aventures | CVS 4077            | REMARQUE : Il a été réédité avec le même titre sous le label "Playbox", et il a été réédité avec le même titre le 13 mars 2000 (CHV 2163). |
| LA TRAP DOOR : 12 épisodes effrayants                  | CVS 4100            | REMARQUE : Il a été réédité sous le nom de "The Pain and 11 Other Scary Episodes" le 27 septembre 1999 (CHV 2076).                         |

Une rare double cassette vidéo sortie au Canada à un moment donné contenait chaque épisode. Une version complète de la série The Trap Door, composée des 40 épisodes, a été publiée sur DVD par Universal Pictures Video et Right Entertainment en 2005.

## Sorties VHS australiennes
- Tournée de divertissement (1999)

| Titre VHS                                                 | Date de sortie  | Épisodes |
| --------------------------------------------------------- | --------------- | --- |
| La trappe - Volume 1 - L'heure du petit-déjeuner (101702) | 8 mars 1999     | L'heure du petit-déjeuner, Slither Wriggle and Writhe, Lurkings, Gourmet's Delight, Creepy Crawly, The Big Thing, Ghoulies, The Dose, The Thingy, Ne laissez pas les punaises de lit mordre et s'infecter rances |
| La trappe - Volume 2 - La chose stupide (102137)          | 14 juin 1999    | Scunge, Oh Globbits, Moany Boni, The Horrible Thing, Not Very Nice, Bugs, Yum Yum, Birthday Surprise, The Stupid Thing, Boo!, The Lump, The Splund, Nasty Beasty, What a Weirdo and The Big Red Thing            |
| La trappe – Volume 3 – La douleur (102097)                | 11 octobre 1999 | The Pain, The Little Thing, Don't Open That Trap Door, Junk Food, Yechh!, Flying Wotsit Fingy, Strange Goings On, Midnight Snack, Nasty Stuff, Sniff That, Vile Pile, Slightly Weird et Bye Bye Berk             |